# Pont-Rouge
Pont-Rouge ist eine Stadt (ville) in der MRC Portneuf der kanadischen Provinz Québec.
Die Stadt befindet sich 40 km westlich der Provinzhauptstadt Québec. Sie erstreckt sich entlang des Jacques-Cartier-Flusses, der bei der südlicher gelegenen Stadt Donnacona in den Sankt-Lorenz-Strom mündet. Eine logistisch-strategisch bedeutsame Brücke führt im Süden der Ortschaft über den Fluss, sie ist Teil der historischen Verbindung Montréal–Québec, dem chemin du rois.
Die ersten Anstrengungen einer ständigen Besiedlung datieren bereits aus dem Jahr 1769. Als Kirchenstandort 1867 offiziell von Erzbischof Monseigneur Baillargeon gegründet, wuchs die Gemeinde Pont-Rouge, begünstigt durch die Lage an der wichtigen Post- und Transportroute Montréal-Québec, zu seiner heutigen Größe an. Die Teilung des Territoriums 1911, in kirchliche und städtische Gemeinde wurde durch ein Dekret am 3. Januar 1996 rückgängig gemacht. Einen starken Einfluss auf die Bevölkerung hatten die jüngeren Besiedlungen seit den 1960er Jahren sowie die Ansiedlung von kleinen Industrie- und Gewerbebetrieben seit der Mitte des 20. Jahrhunderts.
Berühmte Söhne und Töchter der Stadt sind Joé Juneau, Jean-Marc Richard, Michel Petit und Katerine Savard. Le centre récréatif de Joé Juneau, ein Sport- und Freizeitzentrum bietet der örtlichen Jugend ein breites Spektrum an körperlicher Betätigung, darunter insbesondere Eiskunstlauf und Eishockey.